# 北浦健吾
北浦 健伍（きたうら けんご、戸籍名は北浦健吾、1971年9月27日 - ）は、カンボジア在住の実業家。AGRIBUDDY Ltd. ファウンダー、最高経営責任者。

## 来歴
- 大阪府吹田市出身。
- 中学卒業と同時に渡米し、カリフォルニア州アナハイムのウエスタン・ハイスクールに転入。
- カンボジアへ移住(2010)
- AGRIBUDDYを設立(2015/1)

## 受賞
- JNB/ NBC主催「グローバル人財フォーラム2019」海外アントレプレナー部門、最優秀賞(2019)
- 「CAMBODIA RICE BOWL STARTUP AWARDS」Founder of the Year、優勝(2019)
- 「ASEAN Rice Bowl Startup Awards 2019」ASEAN’s Founder of the Year、優勝(2019)